# جايسون غور
جايسون غور (بالإنجليزية: Jason Gore)‏ هو لاعب غولف أمريكي، ولد في 17 مايو 1974 في فان نويس في الولايات المتحدة.

## وصلات خارجية
- الموقع الرسمي
- جايسون غور على موقع رابطة لاعبي الغولف المحترفين (الإنجليزية)
- جايسون غور على موقع التصنيف العالمي الرسمي للغولف (الإنجليزية)